# Mindaugas Beinoras
Mindaugas Beinoras (* 18. Mai 1987 in Kretinga) ist ein litauischer Schachspieler.

## Leben
1991 zog Mindaugas Beinoras' Familie nach Klaipėda. Das Schachspielen lernte er im Alter von sieben Jahren von seinem Vater, sein erster Trainer war Jonas Lapeginas. Von 1994 bis 2004 besuchte er die Liudvikas-Stulpinas-Schule in Klaipėda und von 2004 bis 2006 das Varpo-Gymnasium der litauischen Hafenstadt. Nach dem Abitur absolvierte Beinoras von 2006 bis 2010 das Bachelorstudium des Umweltingenieurwesens an der Aleksandras-Stulginskis-Universität in Kaunas, der landwirtschaftlichen Universität Litauens.

## Erfolge
2004 gewann Beinoras die Einzelmeisterschaft der Stadt Klaipėda. Bei den 24. Sell Student Games im Mai 2008 in Espoo gewann er, für die Aleksandras-Stulginskis-Universität spielend, die Einzel- und Mannschaftskonkurrenz. Mit dem Panevėžys Chess Club nahm er am European Club Cup 2008 teil, danach wechselte er zu Montalitus Kaunas. Bei den European Club Cups 2009 und 2010 spielte er für ŠK Margiris Kaunas. Mit der litauischen Nationalmannschaft nahm er an den Schacholympiaden 2012 und 2014 und den Mannschaftseuropameisterschaften 2013 und 2015 teil.
Seit November 2008 trägt er den Titel Internationaler Meister. Die Normen hierfür erfüllte er im März 2008 beim Neckar-Open in Deizisau (übererfüllt mit 6,5 aus 9), bei der Europameisterschaft im Mai 2008 in Plowdiw (übererfüllt mit 5,5 aus 11) sowie beim 10. Open International de Sans im August 2008 in Barcelona. Seine bisher höchste Elo-Zahl war 2434 im Oktober 2008, nachdem er innerhalb von weniger als anderthalb Jahren seine Elo-Zahl um mehr als 200 Punkte steigern konnte: Im Juli 2007 lag seine Elo-Zahl noch bei 2223.